# عبدالاله الحناحنه
عبدالاله الحناحنه (عربی: عبدالاله يوسف عبد الحناحنة؛ زادهٔ ۴ ژوئیهٔ ۱۹۸۴) بازیکن فوتبال اهل اردن بود.
از باشگاه‌هایی که در آن بازی کرده‌است می‌توان به باشگاه ورزشی الفیصلی اشاره کرد.
وی همچنین در تیم ملی فوتبال اردن بازی کرده‌است.